# 阿部重次
阿部 重次（あべ しげつぐ）は、江戸時代前期の大名。武蔵岩槻藩2代藩主。別名に三浦 重次（みうら しげつぐ）。徳川家光のもとで老中を務める。阿部家宗家2代。官位は山城守、対馬守。

## 生涯
大坂城代を務めた初代藩主・阿部正次の次男として誕生した。
初め、男子に恵まれなかった三浦重成（義次）の婿養子となったが、後に重成に男子（三浦重勝）が生まれたために、重成は重次に近江国浅井郡3千石の所領を分与し、別家を立てさせた。大坂夏の陣の際には病気の重成に代わって、重次が三浦家を率いて出陣した。のち、三浦家は重勝死去で断絶となり、重勝の弟の系統が阿部家の家臣となっている。
実兄で世嗣の政澄が死去したため阿部家に戻り、相続した。同時期に老中を務めた阿部忠秋は従弟で、重次が本家筋にあたる。政澄の遺児正能は、正次から分知を受け別家を立てた後、忠秋の養嗣子となり跡を継いだ。
元和2年（1616年）7月6日に幕府から改易された松平忠輝（家光の叔父）の子・徳松を預かるが、重次に冷遇された徳松自身は寛永9年（1632年）に焼身自殺する事件を起こしている。
父・正次は寛永3年（1626年）から死去する正保4年（1647年）まで大坂城代に任じられているが、その間に重次も寛永15年（1638年）に老中に任命されている。
主君の将軍家光はしばしば日光東照宮に社参しているが、江戸からの1泊目が岩槻にあたり、岩槻城主である重次が接待にあたっている。慶安4年（1651年）、家光が死去すると殉死した（同日、堀田正盛も殉死）。享年54。
家督は長男の定高が継いだ。

## 経歴
- 寛永10年（1633年） 3月23日、六人衆となる
- 寛永15年（1638年） 4月22日、5万9千石をもって岩槻藩主となる
- 寛永15年（1638年）11月7日、老中に任ぜられる
- 正保4年 （1647年）11月14日、父・正次、大坂城において死去
- 慶安元年（1648年） 7月18日、父の遺領をあわせて9万9千石を領する
- 慶安4年 （1651年） 4月20日、将軍家光の死去にともなって殉死

辞世は「天てらす月のひかりともろもろに 行すへすゞし曙のそら」。

## 系譜
- 父：阿部正次
- 母：佐原義成の娘
- 正室：三浦重成の娘
- 継室：正寿院 - 松平定勝の娘
  - 長男：阿部定高（1635年 - 1659年）[1]
  - 次男：阿部（三浦）正春（1637年 - 1716年）[1]
  - 女子：松平定行養女、松平忠倶正室[1]
  - 女子：松平近陳正室[1]